# لوكا سنيورلي

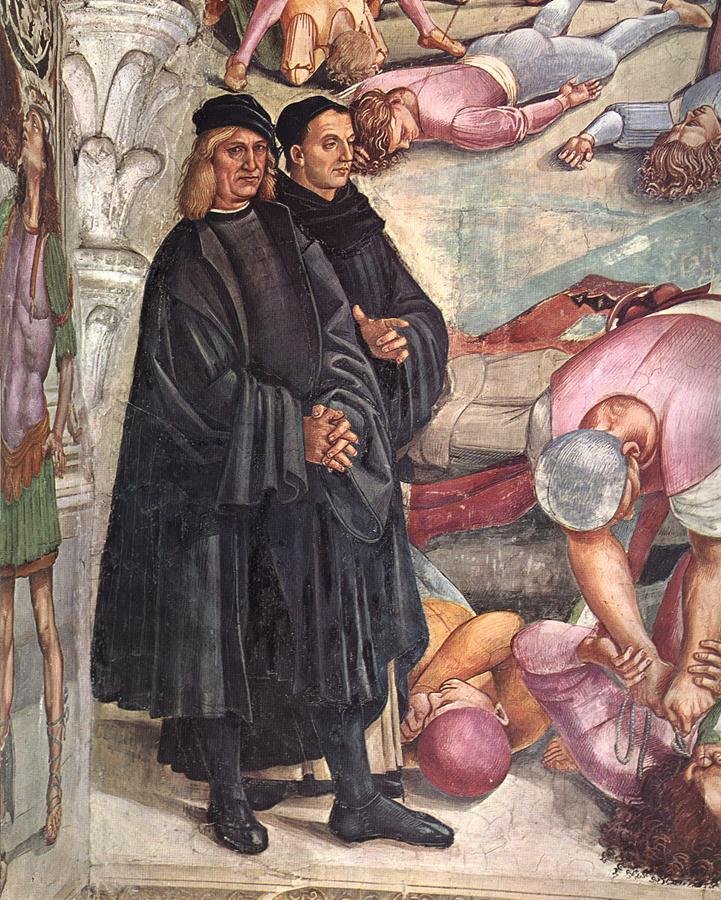
پورتريه ذاتي للوكا سنيورلي (يسار) مع فرا أنجليكو

لوكا سنيورلي (بالإيطالية: Luca Signorelli) (ح. 1445 – 16 أكتوبر 1523) كان رسام في النهضة الإيطالية اشتهر بالذات بقدرته كرسام هندسي واستخدامه الرسم المنظوري. جصياته الضخمة عن يوم الحساب (1499م – 1503م) في كاتدرائية أورفييتو تعتبر أهم أعماله.

## سيرته

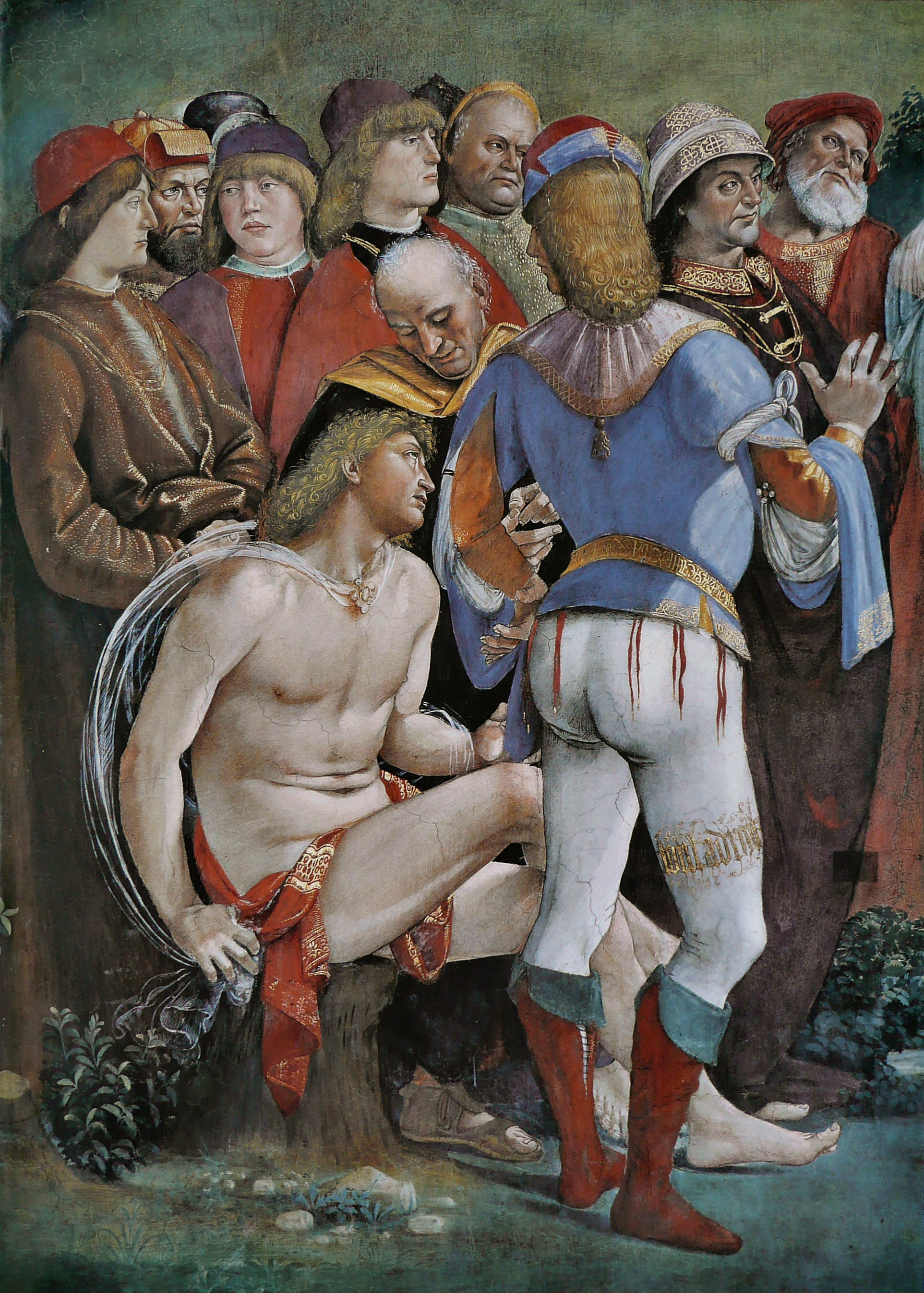
شهادة ووفاة موسى، تفصيلة

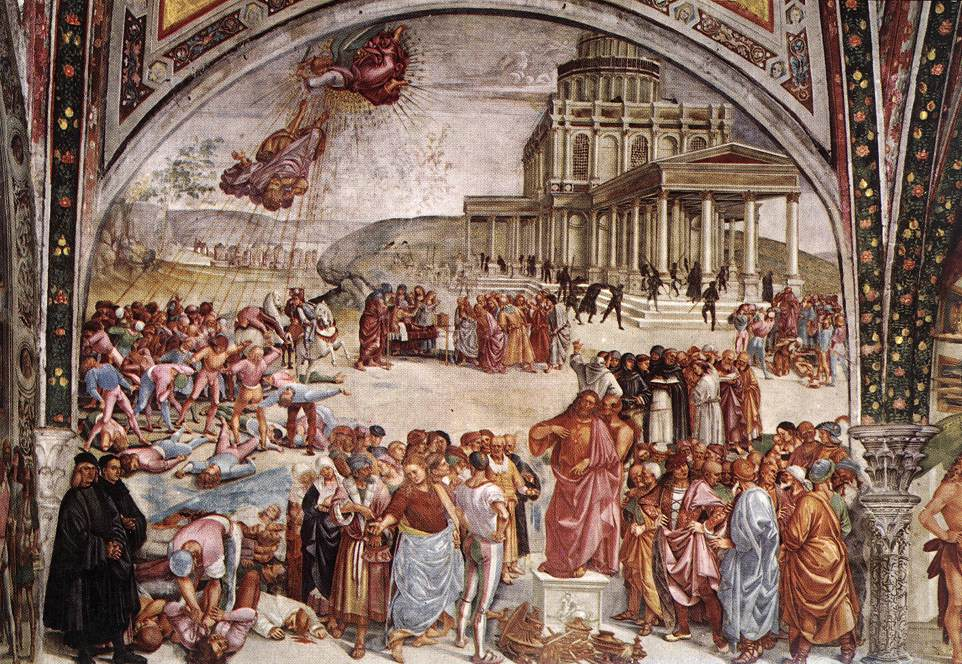
جصية أفعال المسيح الدجال (ح.1501) في كاتدرائية أورڤييتو.

بينما كان بييرو ديلا فرانشيسكا يرسم روائع صوره في أرتسو دعا لاتسارو فازاري والد جد المؤرخ المعروف بهذا الاسم شاباً من طلبة الفنون يدعى لوكا سنيوريلي ليعيش في بيت أسرة فارساي ويدرس الفن على بيرو. وكان لوكا قد أبصر نور العالم لأول مرة في كورتونا التي تبعد نحو أربعة عشر ميلاً إلى الجنوب الشرقي من أريتسو (1441). ولم يكن قد تجاوز الحادية عشرة من عمره حين قدم بيرو إلى هذه المدينة: ولكنه بلغ الربعة والعشرين حسن توفي هذا الفنان. وشغف الشاب بفن المصور في هذه الفترة وتعلم منه رسم الجسم العاري رسماً صادقاً لا أثر فيه للتصنع - وبصرامة مرجعها إلى تأثير معلمه، وقوة في الرجولة تنبئ بقوة ميكيلانجيلو. وكان هذا الشاب يفحص الجسم الإنساني أينما استطاع أن يجده، وكان يبحث فيه عن القوة لا عن الجمال، ويبدو أن هذا هو كل مل كان يعنيه. فإذا كان قد صور شيئاً خلاف هذا فقد كان ذلك خروجاً منه عن خطته المرسومة يضيق به ذرعاً وإن ارتضاه إلى حين. وحتى في هذا كان يتخذ الأجسام العارية في بعض الأحيان ليزن بها هذه الرسوم. ولم يجيد تصوير النساء العاريات شأنه في ذلك شأن ميكيلانجيلو، فإذا رسمهن لم يلقي في رسمه إلا قليلاً من النجاح، وكان إذا صور الذكور لم يفضل منهم الشبان ذوي الجمال كما كان يفضلهم ليوناردو دا فينشي وإل سودوما؛ بل كان يفضل الكهول الذين اكتملت رجولتهم وقوية عضلاتهم.
واحتفظ سنيورلى بهذا الشغف أثناء تنقلاته بين مدن إيطاليا الوسطى يترك فيها الصور العارية أينما ذهب؛ وبعد أن قام ببعض الأعمال في سان سبولكرو وانتقل منها إلى فلورانس(حوالي عام 1475) ورسم للورندسو صورة مدرسة بان وهي صورة على القماش مزدحمة بالآلهة الوثنية العارية وأهداها له. والراجح أيضاً أنه صور للورندسو صورة العذراء والطفل المحفوظة في معرض أفيزى، وصورة العذراء ممتلئة الجسم ولكنها جميلة، وأكثر ما تتكون منه خليفة الصورة هو الرجال العراة، وقد استمد ميكيلانجيلو منها بعض الإيحاء بصورة الأسرة المقدسة.
ومع هذا فإن هذا المصور الوثني للأجسام العارية قد استطاع أيضاً رسم صورتين تنمان عن التقى والصلاح؛ فصور العذراء في الأسرة المقدسة المحفوظة في معرض أفيزى من أجمل ما أخرجه فن النهضة. وذهب سنيورلى إلى لوريتو بدعوة من البابا سكستوس الرابع (حوالي عام 1479) وزين حرم سانتا ماريا بصورة جصية ممتازة للمبشرين بالإنجيل وغيرهم من القديسين. ثم نجده بعد ثلاث سنين من ذلك الوقت في روما يضيف إلى معبد سستيني منظراً من حياة موسى يثير الإعجاب بما فيه من صور الذكور، والاشمئزاز مما فيه من صور النساء. واستدعى بعدئذ إلى بيروجيا (1484) فرسم بعض صور جصية صغرى في كاتدرائيتها. ويلوح أنه اتخذ كورتونا موطناً له في ذلك الحين، ورسم فيها صوراً طلبت إليه من أماكن أخرى، ولم يتركها في الغالب إلا لأعمال كبرى في سيينا، وأفيتو، وروما.

## عمله في أورڤييتو

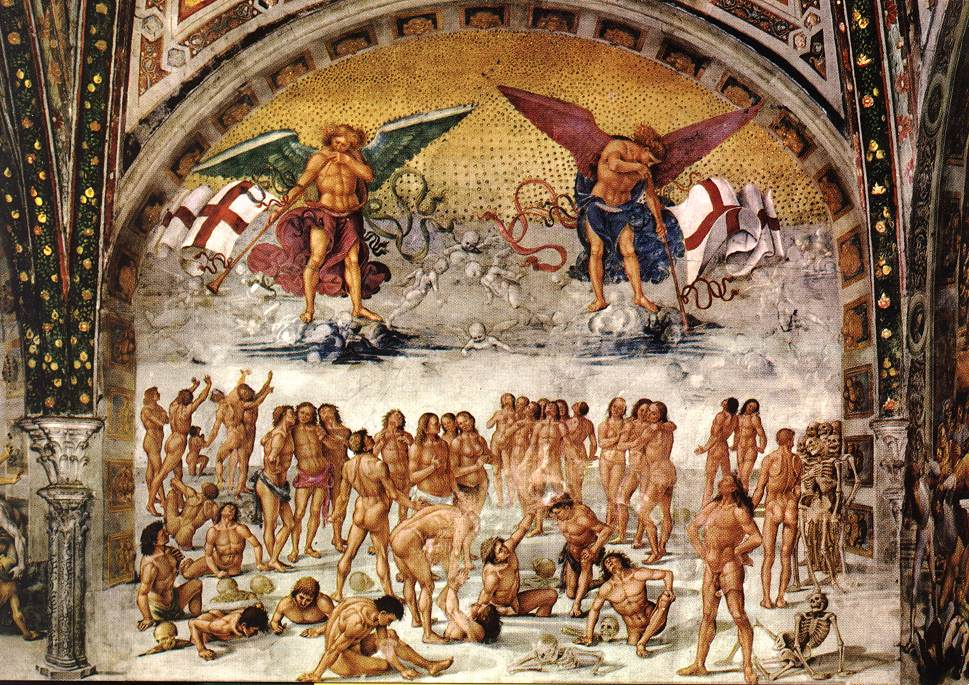
Resurrection of the Flesh (1499–1502) Fresco Chapel of San Brizio, Duomo, Orvieto.

صور في طرقات دير مونتى أليفيتو المقنطرة في شيوزورى القريبة من سيينا مناظر من حياة القديس بندكت، وأتم لكنيسة سانت أجيستينو في سيينا ستاراً لمحرابها يعد من أفضل رسوماته جمبعاً، ولم يبقى من هذه الصورة إلا جانباها. ورسم بعدئذ لبنديلفو بيروتشى طاغية سيينا حوادث من التاريخ أو القصص القديم، ثم انتقل إلى أرفينو ليقوم فيها بخاتمة أعماله الكبرى.
وتفصيل ذلك أن مجلس الكاتدرائية ظل ينتظر في غير جدوى قدوم بروجيو ليزين معبد سان بردسيو، وكان قبل دعوته قد بحث في دعوة بنتورتشيو Pintoriccio ورفض هذه الدعوة. فلما كان عام 1499 استدعى سنيوريلى، وطلب إليه أن يتم العمل الذي بدأه الراهب أنجيلكو في المعبد قبل خمسين عاماً من ذلك الوقت. وكان ذلك العمل هو تزيين المحراب المحبب إلى الأهلين في الكتدرائية العظيمة؛ وكان سبب هذا الحب أن قد علقت فوقه صورة قديمة للسيدة دى سان دسيو التي تستطيع (كما يعتقد الناس) أن تخفف آلام الوضع، وأن تدعم الوفاء بين المحبين، والأزواج، وأن تمنع الحمى الراجعة، وتهدئ العاصفة. وكان الراهب أنجيلكو قد رسم على سقف المحراب صوراً تمثل يوم الحساب حوت كل ما يكتنف روح العصفور الوسطى من آمال ومخاوف، ثم رسم سنيوريلى تحت هذه الصور موضوعات أخرى شبيهة بموضوعها تمثل - المسيح الدجال، وخاتمة العالم، وبعث الموتى، والجنة، وهبوط الملعونين إلى الجحيم. غير أن هذه الموضوعات القديمة لم تكن بالنسبة له في واقع الأمر إلا إطاراً يظهر فيه الرجال والنساء العراة الأجسام في مائة من الأوضاع المختلفة، وفي مائة من انفعالات الفرح والألم. ولم يشهد عشر النهضة بعد ذلك الوقت هذه الأكداس من اللحوم البشرية إلا حين أخرج ميكيلانجيلو صورة يوم الحساب.
وقضى سنيوريلى ثلاث سنوات في رسم هذه المظلمات عاد بعدها إلى كورتونا ورسم صورة المسبح الميت لكنيسة سانت مرجريتا. لما حملت له الجثة «طلب أن تنضى من ثيابها» كما يقول فاسارى، «وتذرع الصبر الذي ليس عده صبر، ولم يذرف دمعة واحدة، ورسم صورة للجسم كي يستطيع أن يشهد على الدوام في هذه الصورة التي من صنع يده، ما حبته به الطبيعة؛ وسلبته إياه الأقدار القاسية».

## العمل في سيينا وكورتونا وروما وأرتسو
وحلت به في عام 1508 نكبة من نوع آخر. ذلك أن يوليوس الثاني عهد إليه هو وبروجينو، وبنتورتشيو، وإل سودوما أن يزينوا الغرف البابوية في قصر الفاتيكان. وبينما هم قائمون بالعمل إذ أقبل عليهم روفائيل، وسر البابا من مظلماته البدائية سروراً حمله على أن يخصص له كل الحجرات وطرد منها سائر الفنانين. وكان سنيورلى وقتئذ في السابعة والستين من عمره، وربما كانت يده قد فقدت حذقها وثباتها، بيد أنه رغم هذا صور بعد أحد عشر عاماً من ذلك الوقت ستاراً لمذبح عهدت به إليه شركة سان جيرولامو في أرستو، ونجح في ذلك نجاحاً أكسبه كثيراً من الثناء. ولما فرغ من الصورة جاء الاخوة الشركاء في أقرطونة وحملوا صورة السيدة والقديسين على أكتافهم طوال الطريق إلى أرتسو؛ ورافقهم سنيوريلى، وأقام مرة أخرى في بيت فاسارى. وفيه أبصر جورجيو فاسارى وهو غلام في الثامنة من عمره، وتلقى منه كلمات مشجعة على دراسة الفن ظل يذكرها أمداً طويلاً. وكان سنيورلى في صباه شاباً قوى العاطفة سريع الاهتياج، لكنه أصبح في شيخوخته سيداً عطوفاً رحيماً، أوفى على الثمانين من عمره، ويعيش في رخاء لا بأس به في البلدة التي كانت مسقط رأسه. واختير وهو في الثالثة والثمانين من عمره وللمرة الأخيرة في حياته عضواً في مجلس حكام أقرطونة ثم مات في عام 1524.
وبعد، فإن من العلماء الممتازين من يعتقدون أن سنيورلى لم يبلغ من الشهرة ما تؤهله لها مواهبه، ولكن لعل الحقيقة أنه نال فوق ما يستحق. لقد كان يرسم في يسر، ولقد أدهشنا في دراساته للتشريح، ومواقف النماذج؛ وفن المنظور، وترتيب أجزاء الصورة بحيث يتبين الناظر إليها القريب منها والبعيد؛ وهو يدخل علينا السرور باستخدام الأجسام البشرية في تأليف صورة وتزيينها. وهو حين يرسم صورة السيدات يسمو أحياناً إلى مستوى عال من الرقة، ولقد افتتنت عقول الناقدين الخبيرين بصور الملائكة الموسيقيين في لورنتو. أما في ما عدا هذا فكان هو الداعي إلى إجادة تصوير الجسم بإتقان التشريح؛ فهو لم يخلع عليه رقة بدنية، أو رشاقة شهوانية، أو يمجده بجمال التلوين، أو سحر الضوء والظل، وقلما كان يدرك أن وظيفة الجسم هي أن يكون المظهر الخارجي والأداة المعبرة عن الروح أو الأخلاق الرقيقة التي لا تدركها الحواس؛ وأن الواجب الأسمى للفن هو أن يبحث عن الروح ويظهرها في ثنايا قناعها الجسدي. ولقد أخذ ميكيلانجيلو عن سنيورلى تعظيمه للتشريح إلى حد العبادة، كما أخذ عنه إضاعته الغاية في سبيل الوسيلة؛ ولهذا نراه يكرر في صورة يوم الحساب التي رسمها في معبد سستينى ما في مظلمات أفيتو من جنون عجيب بوظائف أعضاء الجسم ويكررها في الثانية بصورة أكبر منها في الأولى. غير أنه أستخدم في الصور التي رسمها على سقف هذا المعبد نفسه وفي تماثيله جسم الإنسان فجعله لسان الروح الناطق. وقد انتقل فن التصوير على يد سنيوريلى في خطوة واحدة من أهوال فن العصور الوسطى ورقته، إلى مغالاة في الزخرف مغالاة أفقدته روحه.

## أعماله الرئيسية

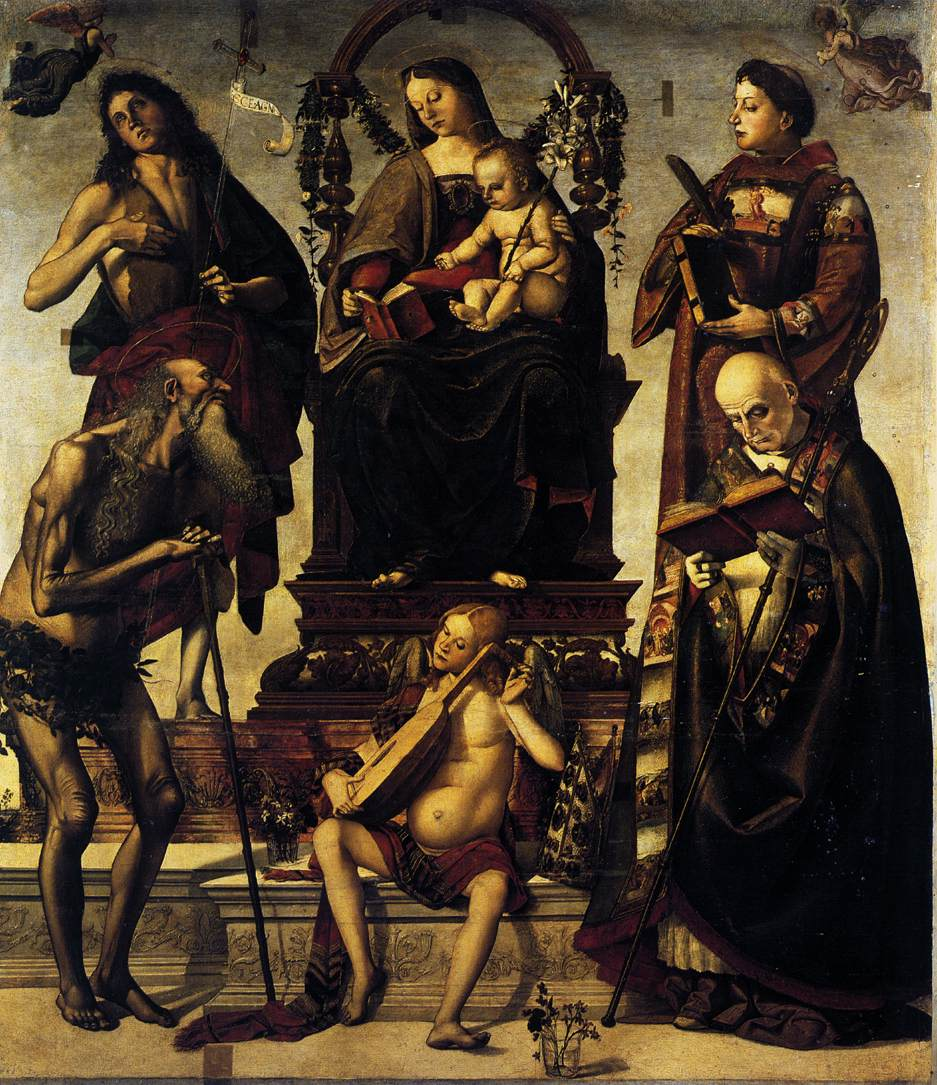
مادونا والطفل مع القديسين، كاتدرائية پروجا.

- The Scourging of Christ (c. 1480) - Tempera on roundheaded panel, 84 x 57 cm, بيناكوتيكا دي بريرا، ميلانو
- Testament and Death of Moses (1481–1482) - Fresco, 350 x 572 cm, كنيسة سيستينا، Vatican
- Sant'Onofrio Altarpiece (1484) - Panel, 221 x 189 cm, Museo dell'Opera del Duomo، بيروجيا
- Martyrdom of St. Sebastian - Pinacoteca of تشيتا دي كاستيلو، إيطاليا
- مادونا والطفل  [لغات أخرى]‏ (1484) - Panel, 170 x 117,5 cm, معرض أوفيزي، فلورنسا
- The Circumcision (c. 1490–91) - Oil on panel transferred to convas, 259 x 180 cm, المعرض الوطني (لندن)، لندن
- Portrait of a Man (c. 1492) - Tempera on panel, 50 x 32, جيمالد جاليري، برلين
- The Damned Cast into Hell (c. 1499) San Brizio Chapel، كاتدرائية أورفيتو، Orvieto, Italy
- Madonna and Child with St. Joseph and Another Saint (1490–1492) - Panel, diameter: 99 cm, Galleria Palatina, قصر بيتي، Florence
- The Adoration of the Shepherds (1496) - Painted for the church of San Francesco, تشيتا دي كاستيلو
- Lamentation over the Dead Christ (1502) - Wood, 270 x 240 cm, Museo Diocesano, Cortona
- Portrait of Vitelozzo Vitelli (1500–1503) - Panel, Museo dell'Opera del Duomo, Orvieto
- Mary Magdalene (1504) - Panel, Museo dell'Opera del Duomo, Orvieto
- Calvary (1505)
- The Coronation of the Virgin (1508) - painted for the Filippini Chapel in the church of San Francesco, Arcevia
- The Trinity, the Virgin and Two Saints (1510) - Tempera on wood, 272 x 180 cm, Galleria degli Uffizi, Florence
- Communion of the Apostles (1512) - Panel, 232 x 220 cm, Museo Diocesano, Cortona
- Virgin and Child with Saints (1515) - Painted for church of San Francesco, مونتوني، now in the المعرض الوطني (لندن)، لندن
- Madonna and Child with Saints (c. 1519-1523) - Tempera on panel, Museo di arte medievale e moderna, أريتسو
- Immaculate Conception (c. 1523) - Panel, 217 x 210 cm, Museo Diocesano, Cortona
- Madonna and Child with Saints - Panel, Museo Nazionale di قلعة سانت أنجلو، روما

## إشارات أدبية إليه
The frescoes were the basis of Freud's Signorelli parapraxis.

## معرض صور

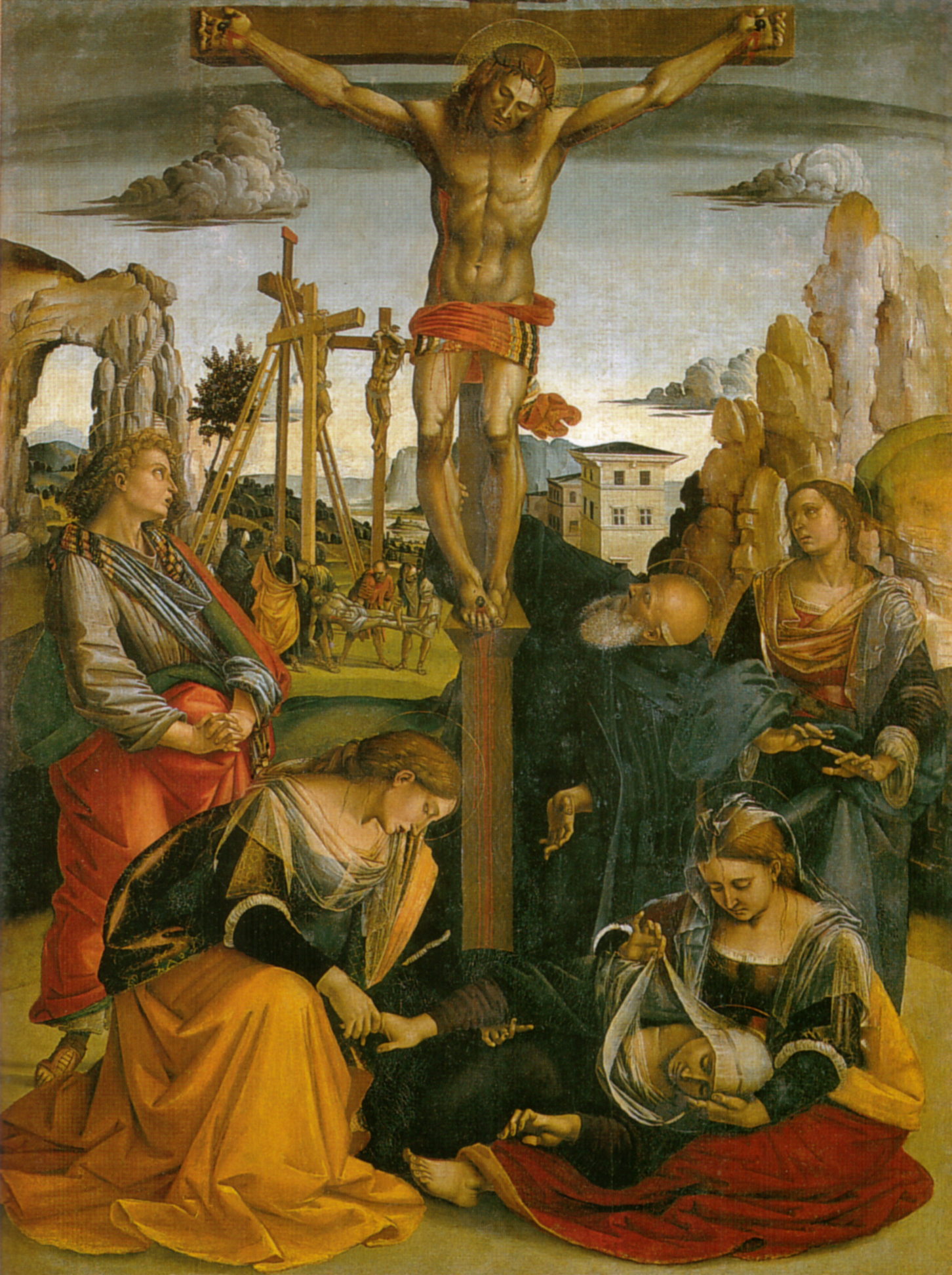
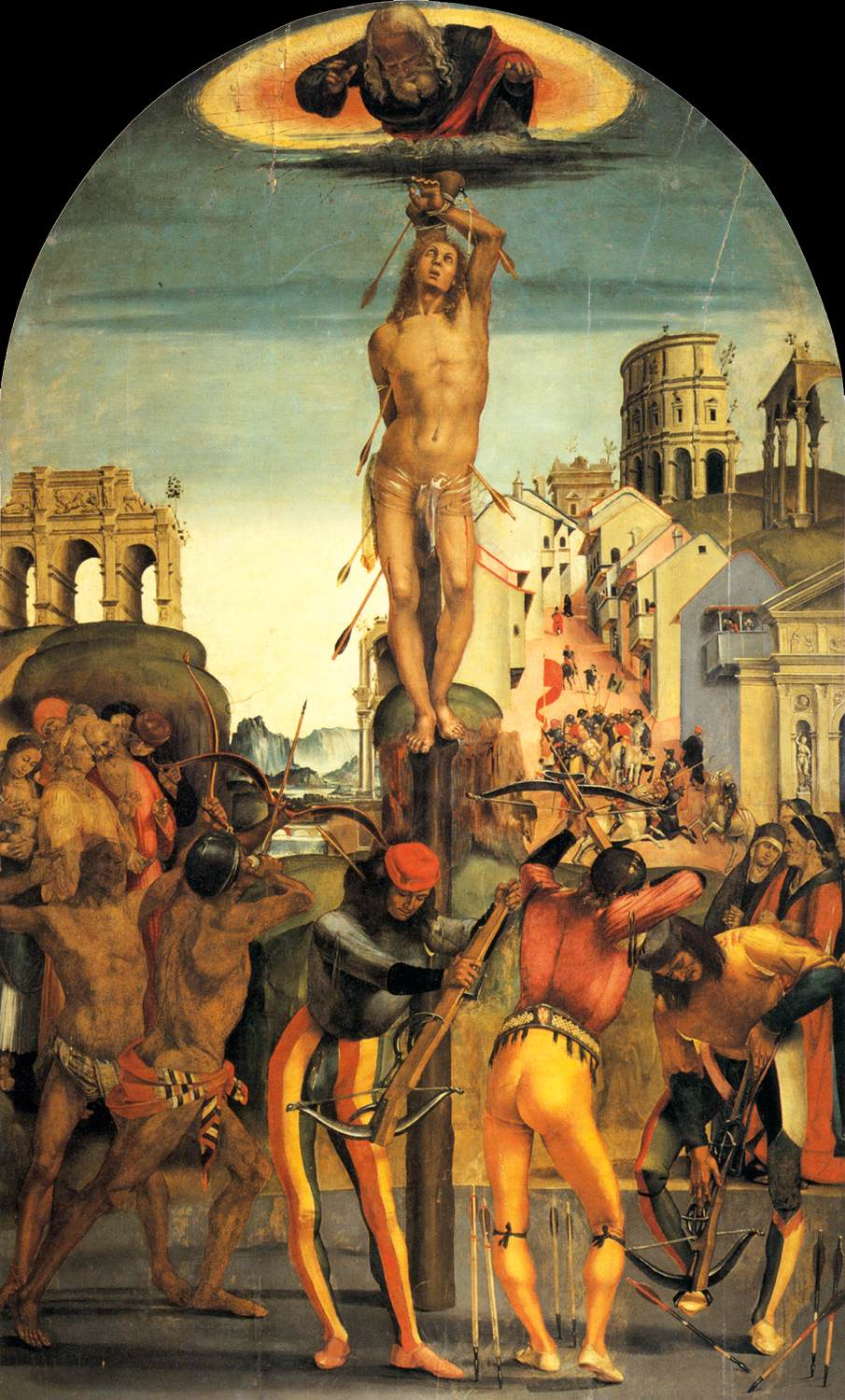
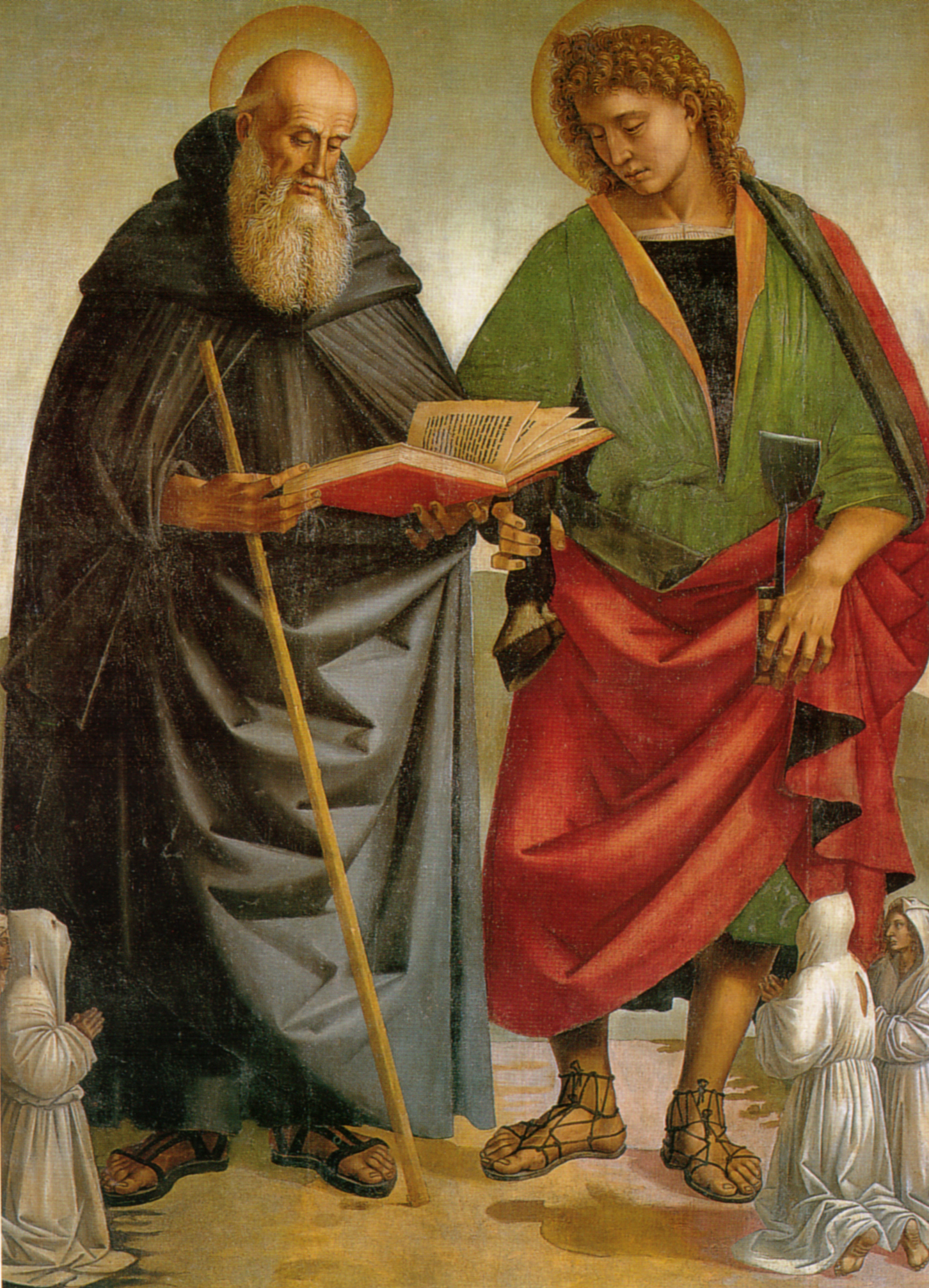
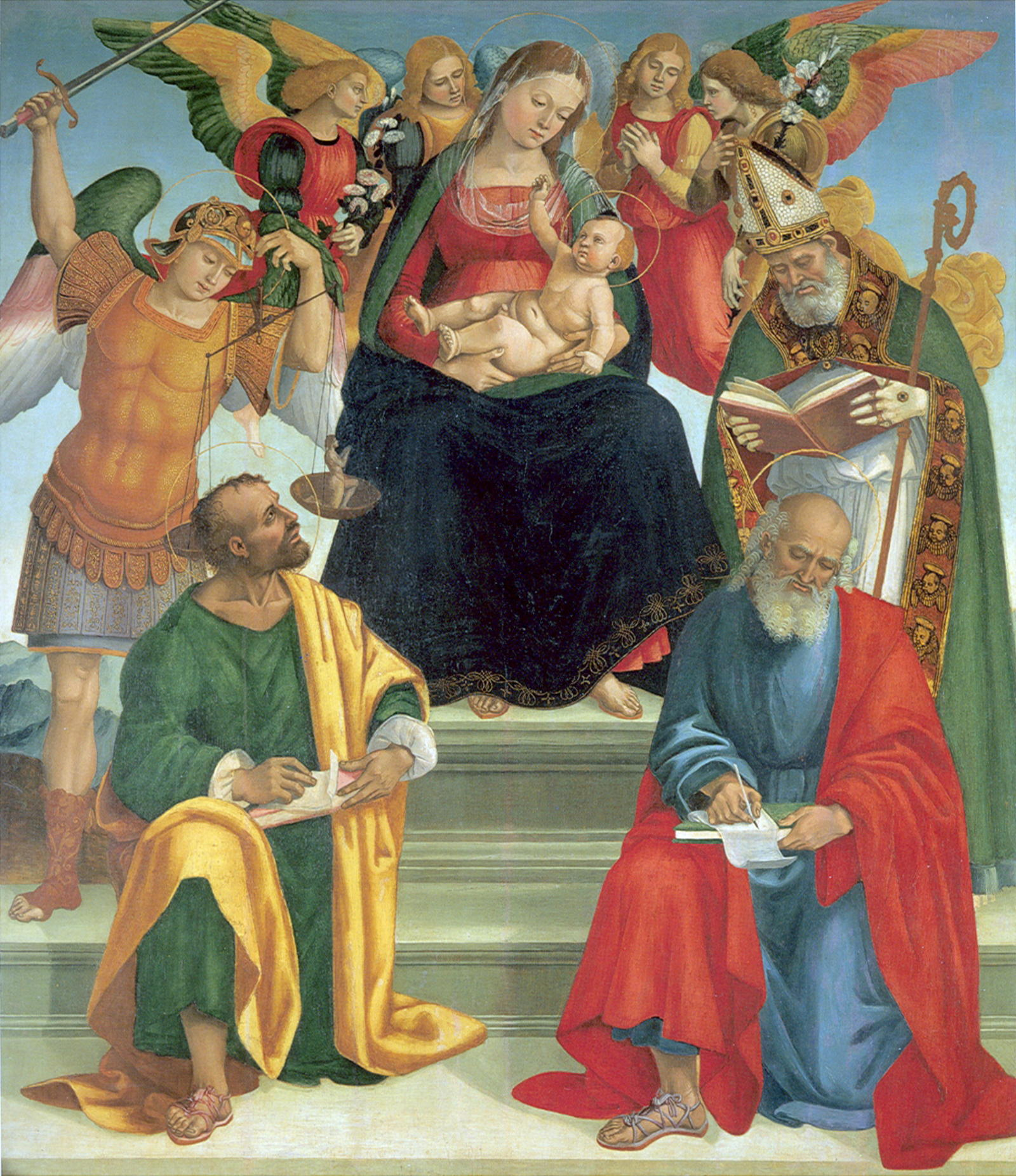
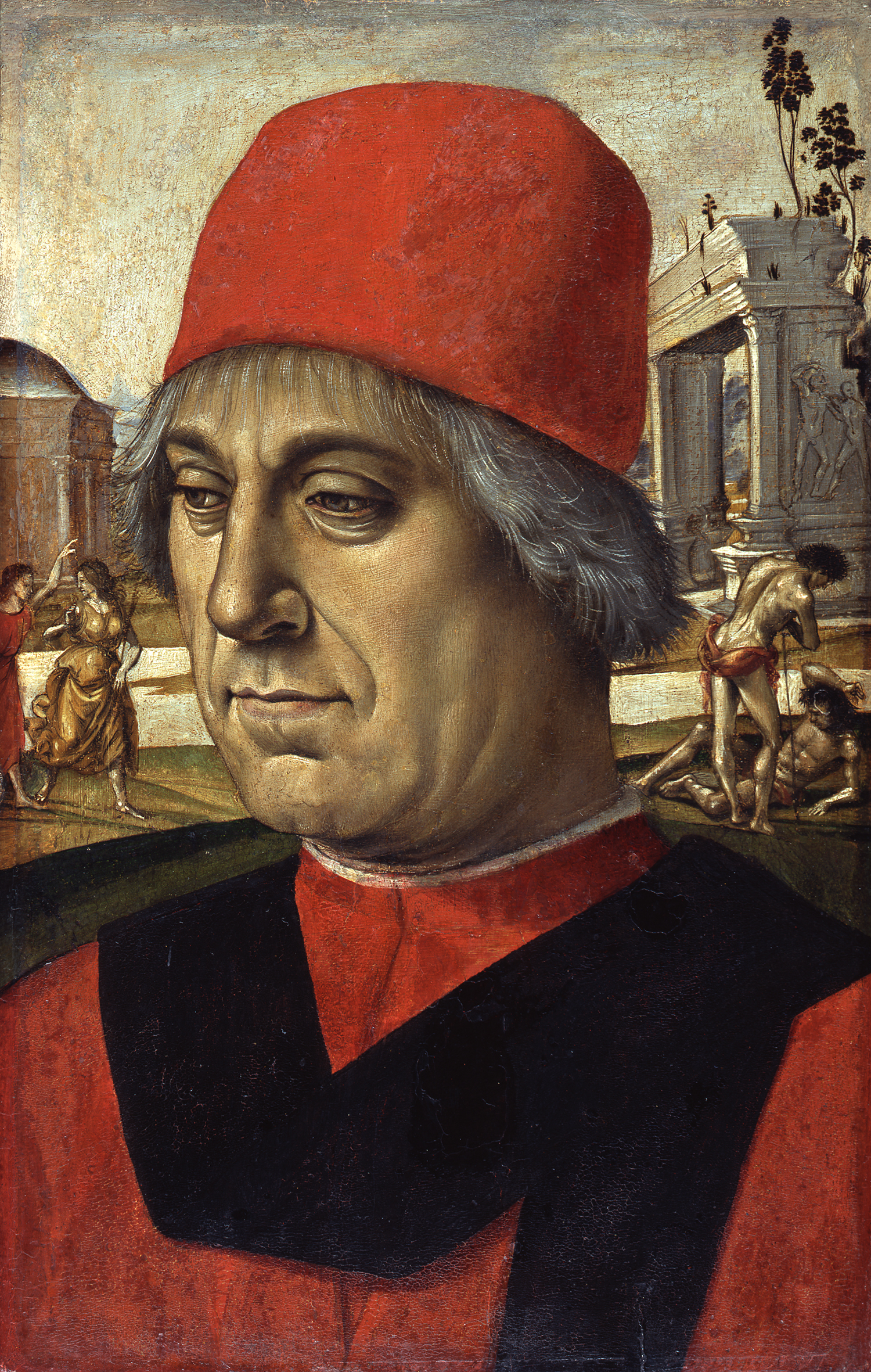
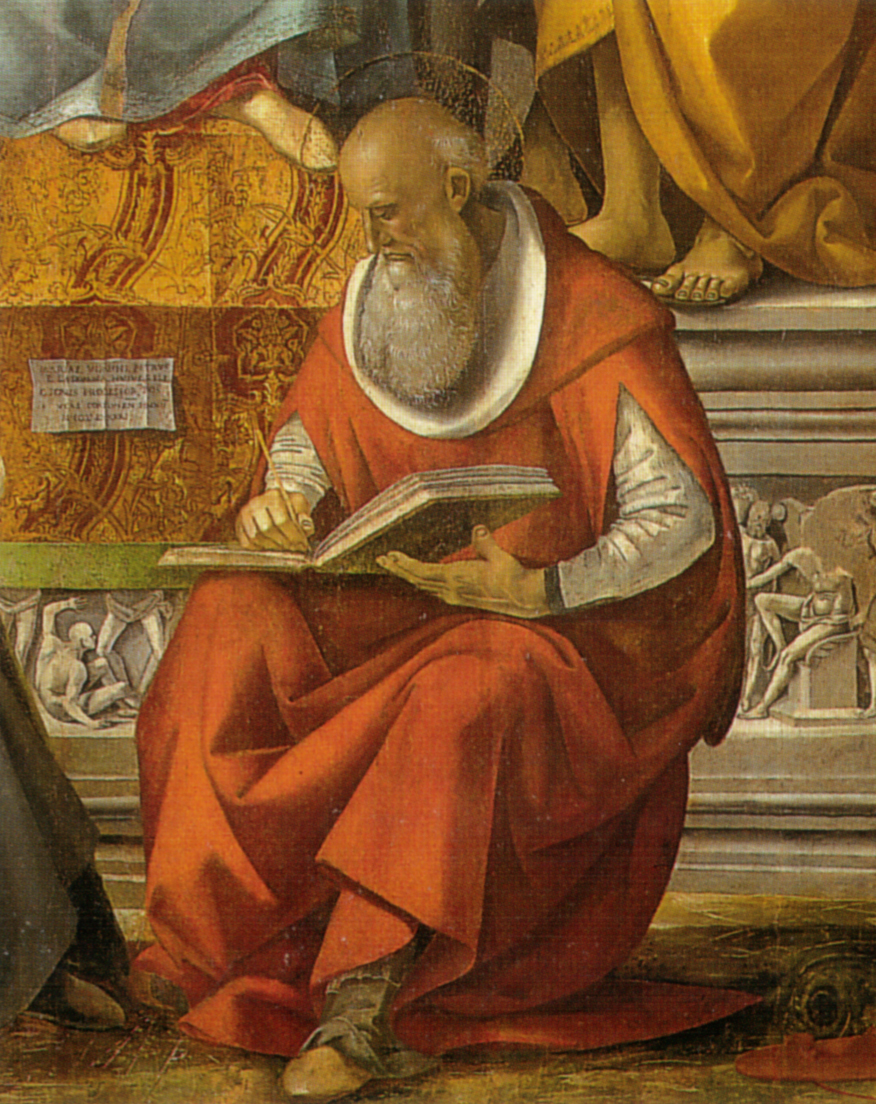

## وصلات خارجية
- لوكا سنيورلي على موقع الموسوعة البريطانية (الإنجليزية)
- لوكا سنيورلي على موقع ديسكوغز (الإنجليزية)

- Luca Signorelli by Maud Cruttwell
- Cortona the Town where Luca Signorelli was born